# August B. Pust
August Božidar Pust, ameriško-slovenski pravnik, * 22. februar 1938, Ljubljana.

## Odlikovanja in nagrade
Leta 2001 je prejel častni znak svobode Republike Slovenije z naslednjo utemeljitvijo: »za zasluge pri kulturnem, organizacijskem in drugem delu v dobro Slovencev v ZDA in za prispevek k mednarodnemu priznanju Republike Slovenije«.
Leta 2008 je prejel medaljo časti Ellis Island.